# Ratmalana Airport
Ratmalana Airport, oorspronkelijk ook gekend als Colombo Airport (ICAO: VCCC, IATA: RML) is een internationale luchthaven in Sri Lanka. Ze ligt zo'n 12 kilometer ten zuiden van de grootste stad en voormalige hoofdstad Colombo. De luchthaven is eveneens een luchtmachtbasis van de Sri Lankaanse strijdkrachten. Ze wordt uitgebaat door Airport and Aviation Services (Sri Lanka) Ltd, een staatsbedrijf dat ook andere luchthavens beheert.
De basis beschikt over 20 straaljagers.

## Geschiedenis
Ratmalana is de oudste luchthaven op het eiland en werd op 28 februari 1938 geopend, hoewel postvluchten reeds sinds 1934 op een daar gelegen grasvlakte landden. De in 1947 opgerichte nationale luchtvaartmaatschappij Air Ceylon had Ratmalana als thuisbasis. Het was tot de opening van de Bandaranaike International Airport in 1967 ook de eerste internationale luchthaven van het land. Na de opening van de nieuwe en grotere luchthaven viel de rol van Ratmalana terug tot enkel nationale lijnvluchten hoewel intussen sinds 2012 vanuit de luchthaven ook terug internationale bestemmingen worden bediend.